# Open Mobile Alliance
OMA (Open Mobile Alliance) – organizacja, której celem jest tworzenie jednolitych otwartych standardów w zakresie serwisów internetowych dla telefonów komórkowych. Organizacja ta powstała w czerwcu 2002 roku przez połączenie kilku dotychczas niezależnych organizacji, m.in.:
- WAP Forum
- SyncML
- Wireless Village

OMA posiada ponad 300 członków: operatorzy sieci komórkowych, providerzy serwisów i producenci. Siedzibą tej organizacji jest La Jolla w Kalifornii (USA).
Niektóre ważniejsze standardy stworzone przez OMA lub poprzedników:
- WAP (częściowo przy współpracy z W3C)
- MMS (przy współpracy z 3GPP)
- SyncML
- PoC
- Device Management
- Secure User Plane Location (SUPL)

## OMA DRM
Przez długi czas urządzenia takie jak telefony komórkowe borykały się z problemem braku standardów dotyczących używanych mechanizmów. Każdy producent używał własnych rozwiązań. W celu zażegnania tego problemu została powołana organizacja, nazwana Open Mobile Alliance. Podstawowa działalnością OMA jest tworzenie nowych standardów, które mogą być wykorzystywane przez producentów urządzeń mobilnych w celu zapewnienia kompatybilności. W ramach prac OMA został stworzony specjalny standard DRM, nazwany OMA DRM.
Mechanizm OMA DRM umożliwia bezpieczne rozsyłanie materiałów multimedialnych na urządzenia mobilne. Jego funkcjonalność pozwala m.in. na przenoszenie materiału danego użytkownika między różnymi urządzeniami zdolnymi do odtworzenia zaszyfrowanych danych. Mechanizm oddzielenia licencji od samego zaszyfrowanego pliku daje możliwość rozsyłania materiału, a dopiero potem zakupienie licencji. Z kolei strumieniowanie (dostępne dopiero w wersji 2.0 w niewielu modelach telefonów) pozwala na bezpieczne odtwarzanie materiałów w czasie rzeczywistym. Funkcjonalność ta jest bardzo przydatna podczas oglądania na telefonie wydarzeń na żywo.
Wśród standardów OMA wyróżniamy następujące mechanizmy:
- Forward Lock – uniemożliwienie nieautoryzowanego przenoszenia materiałów między urządzeniami. Główne założenie to zablokowanie możliwości przenoszenia materiałów drogą peer-to-peer. Urządzenie jest w stanie odtwarzać, jednak nie może przekazywać materiału dalej.
- Combined Delivery – kontrolowanie użytkowania poszczególnych materiałów. Mechanizm uwzględniający wszystkie rodzaje sprzedaży danego materiału (na przykład preview, time-based license, usage-based license). Licencja wraz z materiałem jest dostarczana w jednym pliku.
- Separate Delivery – funkcjonalność, dzięki której możliwe jest dostarczanie osobno zaszyfrowanego materiału, a dopiero następnej kolejności licencji na użytkowanie. W celu pobrania licencji użytkownik łączy się z portalem oferującym dane materiały. Adres portalu jest zapisywany w momencie szyfrowania. Funkcjonalność ta nie jest dostępna we wszystkich telefonach.

Wersja OMA DRM rozszerzona do wersji 2.0 wprowadziła dodatkowe możliwości:
- Wyższy poziom bezpieczeństwa – uzyskany poprzez wiązanie praw do materiału z konkretnym użytkownikiem;
- Strumieniowanie zabezpieczonych plików;
- możliwość przenoszenia zabezpieczonego materiału na inne urządzenia zdolne do bezpiecznego odtwarzania;
- możliwość rozsyłania materiałów drogą peer-to-peer w formie zabezpieczonej.